# ダイナトップ
ダイナトップ (DynaTop) は、東芝が1999年に発売したコンパクトな液晶一体型デスクトップパソコン。

## 概要
ノートパソコンの先駆者である東芝がDynaBook（現・dynabook）などのノートパソコンで培った技術で作ることにより
ノートパソコンのように省スペースでありながらデスクトップパソコンの使い心地を実現した。
シリアルポートなどのレガシーデバイスを搭載しないためキーボードやマウスはUSB接続になっている。また、セレクタブルベイはホットスワップに対応しているため光学ドライブなどが電源を入れたまま取り外しが出来、オプションを使用することによりHDDやFDDを内蔵することが出来るようになっている。
ノートパソコンに標準装備されている、PCカードスロットを2基装備することでノートパソコン用の周辺機器をそのまま使うことができる。
現在は生産終了となっている。

## ラインナップ
- 6000/2000シリーズ-1999年6月発売。OSはWindows 95/98/NT 4.0の3種類。
- 2510/2010シリーズ-1999年12月発売。OSはWindows 95/98SE/NT 4.0の3種類。
- 2520/2010シリーズ-2000年5月発売。OSはWindows 95/98/2000/NT 4.0の4種類。